# Lijst van granmans van de Saramaccaners
Dit is een lijst van granmans van de Saramaccaners, een van de marronstammen in Suriname.

## Lijst
De lijst bevat alleen de door de overheid erkende granmans. Voordien kende men de gaama u matu.
| Nr. | Granman                 | Periode                             | Clan      |
| --- | ----------------------- | ----------------------------------- | --------- |
| 1   | Abini                   | 1762-1767                           | Matyau-lo |
| 2   | Kwaku Etja              | 1775-1783                           | Nasi-lo   |
| 3   | Alabi                   | 1783-1820                           | Awana-lo  |
| 4   | Gbagidi Gbago           | 1821 (overleed voor de installatie) | Matyau-lo |
| 5   | Gbosuma (Kofi Bosuman)  | 1822-1835                           | Nasi-lo   |
| 6   | Abraham Wetiwojo        | 1835-1867                           | Matyau-lo |
| 7   | Frans Bona (Faansibona) | 1870-1886                           | Awana-lo  |
| 8   | Akoosu                  | 1888-1897                           | Langu-lo  |
| 9   | Djankuso                | 1889-1932                           | Matyau-lo |
| 10  | Atudendu (Binootu)      | 1934-1949                           | Matyau-lo |
| 11  | Agbago Aboikoni         | 1951-1989                           | Matyau-lo |
| 12  | Songo                   | 1991-2003                           | Matyau-lo |
| 13  | Belfon Aboikoni         | 2005-2014                           | Matyau-lo |
| 14  | Albert Aboikoni         | 2018-heden                          | Matyau-lo |

Trio/Wayana (lijst) · 
Aluku (lijst) · 
Aukaners (lijst) · 
Kwinti (lijst) · 
Matawai (lijst) · 
Paramaccaners (lijst) · 
Saramaccaners (lijst)
politiek in Suriname · granman · kapitein · basja